# F902i
FOMA F902i（フォーマ・エフ きゅう まる に アイ）は、富士通によって開発された、NTTドコモの第三世代携帯電話 (FOMA) 端末製品である。

## 概要
902iシリーズとしては一番早く、D902iと同時に発売された。外部メモリーはminiSDカード（1GBまで：ドコモ発表。それ以上は自己責任）対応である。折りたたみ式を採用し、指紋センサーも引き続き採用している。閉じると自動的にロックできる、開閉ロックも継承。待受画面以外では開閉ロックがかからないため、正常に作動したかどうかを確認できる、セキュリティランプという機能も搭載された。また、別売りの接続ケーブルを買う事で充電しながらパソコンとの情報連携も出来る。メインカメラは有効約200万画素のスーパーCCDハニカムで、約400万画素相当の画像出力に対応した。またオートフォーカスにも対応している。テレビ電話用のサブカメラはCMOS約32万画素。
アドバンストモードという、使いやすさの向上させるモードが新たに搭載された。アドバンストモードでは、画面の輝度が向上、メニューが使い勝手の良い9分割タイルアイコンに設定される。また、携帯電話では珍しい明朝体フォントとして、リュウミンが用意され、アドバンストモードでは大きいフォントサイズで設定される。（リュウミンフォントの表示自体は、通常モードでも可能。）
個性のあるカラーリングや丸形のサブディスプレイなどデザイン面も配慮されている。特にカラーでは、それぞれに個性を持たせている。
プラチナミラーは金属蒸着による鏡面仕上げである。メタルブロンズも同じく金属蒸着であるが、より落ち着きのある、上品な輝きをもつ。グロッシールージュは3層コートによる深い質感の赤。フェアリーラベンダーには波紋のレリーフが施されている。
iアプリは「Mobile三國志2」、「ZOO KEEPER DX F」、「ロジックパズルF」、「フリーセル」、「Gガイド番組表リモコン」、「電子マネーEdy」をプリインストール。
902iシリーズの共通機能として、プッシュトーク、トルカ、iチャネル等がある。
なお、この機種にはメーカカタログが2種類ある。ともに、先述した高いセキュリティ機能（指紋センサー、開閉ロック、セキュリティランプなど）をアピールしている。ひとつは南京錠をモチーフし、「人は、プライバシーをケータイしている。今度のFはセキュリティケータイ。」というキャッチコピーのもの。もうひとつは、オダギリジョーをイメージキャラクターに採用し、「プライバシーに、カギをかけろ。今度のFはセキュリティケータイ。」というキャッチコピーのもの。なお、オダギリジョーは、F902iおよび後継機種F902iSのテレビCMにも出演している。
映画「DEATHNOTE」前後編共に夜神月役の藤原竜也が使用した。

## 歴史
- 2005年9月16日: 技術基準適合証明 (TELEC) による審査を通過
- 2005年10月19日：D902i、F902i、N902i、SH902i、SO902iと同時にドコモよりプレスリリース
- 2005年11月11日：発売開始
  - 電気通信端末機器審査協会 (JATE)は通過していない

## 不具合
- 2006年3月22日:認識できないデータが入ったminiSDカードがスロットに入っていると起動できない問題がソフトウェア更新で修正された。参考リンク